# 7チャンあにめ
7チャンあにめ（ななチャンあにめ）は、かつて放送されたテレビ東京系列のテレビ北海道（TVh）で独自に編成されていたテレビアニメ再放送枠である。

## 概要
2015年1月5日より開設されている。
かつて当局では、本枠を類似としたアニメ再放送枠の『おはようまんが』が存在し、同年4月3日まで放送が行われていた。
『おはようまんが』枠と同様に、本枠での放送が北海道での地上波初放送となったアニメ作品もある。なお同枠のように冠映像は存在せず、番組が始まると同時に右上に「7チャンあにめ」のクレジットが表示される。
番組名に使用されている数字の「7」は、当局のデジタル放送リモコンキーIDに由来している。
2019年10月 - 2021年9月にかけては後続のネットセールスのアニメ・子供向け番組枠（17:55 - 18:55）の縮小に伴う、アニメ作品の放送減少により、曜日によってはテレビ愛知『トワイライト☆アニメ』同様本枠のみとなるケースがあった。
同年10月改編で月曜 - 水曜において、同年9月までネットセールスであった後続の17:55 - 18:25がローカルセールス降格に伴い、本枠の月曜 - 水曜におけるアニメ枠は事実上廃止され、テレビ東京の放送時間と同じく月曜 - 水曜 17:30 - 18:25では『ドラマ傑作選』を再放送。
2022年4月改編で木曜も17:55 - 18:25がローカルセールス降格に伴い、アニメ枠は事実上廃止され、17:30 - 18:25では再放送枠『ドラマ傑作選』を編成、以降は金曜のみとなる。
2024年4月改編を前に3月29日の放送をもって当枠は終了し、9年3ヶ月の歴史に幕を閉じた。

## 放送時間
- 平日 17:30 - 18:00（2015年1月5日  - 2016年4月8日）
- 火曜 - 金曜 17:25 - 17:55（2016年4月11日 - 2017年3月31日[1]）
- 平日 17:25 - 17:55（2017年4月3日 - 2020年6月12日）
- 木曜・金曜 17:25 - 17:55（2020年6月18日 - 10月7日[2]）
- 火曜 - 金曜 17:25 - 17:55（2020年10月13日 - 10月23日[3]）
- 平日 17:25 - 17:55（2020年10月26日 - 2021年10月1日）
- 木曜・金曜 17:25 - 17:55（2021年10月7日 - 2022年4月22日）
- 金曜 17:25 - 17:55（2022年4月29日 - 2024年3月29日）

## 放送作品

### テレビ東京系列
- 妖怪ウォッチ（2015年1月5日 - 1月16日[4]、2017年11月1日 - 11月17日[5]）
- ポケットモンスター ベストウイッシュ（2019年3月18日 - 7月12日）
  - ポケットモンスター ベストウイッシュ シーズン2（2019年7月15日 - 10月3日）
- ポケットモンスター XY（2019年10月4日 - 2020年2月28日）
  - ポケットモンスター XY&Z（2020年4月6日 - 6月11日）
- ポケットモンスター サン&ムーン（2020年6月12日 - 2022年1月28日[6]）
- ダイヤのA（2020年10月13日 - 2021年7月7日[7]）
  - ダイヤのA -SECOND SEASON-（2021年7月13日 - 2022年3月17日[8]）
  - ダイヤのA actII（2022年3月18日 - 2023年2月10日[9]）
- ケロロ軍曹（2020年10月26日 - 2021年9月27日[10]）
- ポケットモンスター（2019年シリーズ）（2023年10月6日 - 2024年3月29日[11]）

### フジテレビ系列
- ゲゲゲの鬼太郎（第5シリーズ）（2015年1月19日 - 6月5日、2018年7月23日 - 12月19日）
- キテレツ大百科（2015年6月8日 - 8月25日[12]、2016年2月26日 - 3月30日[13]）
- アルプスの少女ハイジ（2016年5月13日 - 8月11日）
- ハクション大魔王（2016年8月12日 - 11月9日）
- ゲゲゲの鬼太郎（第4シリーズ）（2018年2月13日 - 7月20日）

### テレビ朝日系列
- エースをねらえ![14]（2015年8月26日 - 9月30日）
- SLAM DUNK（2015年10月1日 - 2016年2月25日[15]）
- Yes!プリキュア5（2016年11月10日 - 2017年2月7日[16]）

### 衛星放送・独立放送局
- トムとジェリー ショー[17]（2016年3月31日 - 5月12日）
- 怪盗ジョーカー[18]（2017年11月20日 - 12月25日[19]、2018年1月8日 - 2月12日[20]）
- スポンジ・ボブ（2018年12月20日 - 2019年3月15日[19]）
- トムとジェリーテイルズ[21]（2020年3月2日 - 4月3日）
- れいぞうこのくにのココモン（2023年2月17日 - 3月31日[22]）
- キャッチ!ティニピン（2023年4月7日 - 9月29日）

### 日本テレビ系列
- 巨人の星（2017年2月8日 - 10月31日）